# Chile nos Jogos Olímpicos de Inverno de 2022
Chile participou dos Jogos Olímpicos de Inverno de 2022, realizados em Pequim, na China.
Foi a 18.ª aparição do país em Olimpíadas de Inverno. Foi representado por quatro atletas, sendo dois homens e duas mulheres.

## Competidores
Esta foi a participação por modalidade nesta edição:
| Esporte             | Masculino | Feminino | Total |
| ------------------- | --------- | -------- | ----- |
| Esqui alpino        | 1         | 1        | 2     |
| Esqui cross-country | 1         | 0        | 1     |
| Esqui estilo livre  | 0         | 1        | 1     |
| Total               | 2         | 2        | 4     |

## Desempenho

### Esqui alpino
Masculino
| Atleta           | Evento    | Descida 1 | Descida 1 | Descida 2 | Descida 2 | Total   | Total | Total | Ref.  |
| Atleta           | Evento    | Tempo     | Pos.      | Tempo     | Pos.      | Tempo   | Dif.  | Pos.  | Ref.  |
| ---------------- | --------- | --------- | --------- | --------- | --------- | ------- | ----- | ----- | ----- |
| Henrik von Appen | Downhill  | —         | —         | —         | —         | 1:47.69 | +5.00 | 32    | [ 4 ] |
| Henrik von Appen | Combinado | 1:46.51   | 18        | DNF       | DNF       | DNF     | DNF   | DNF   | [ 5 ] |
| Henrik von Appen | Super-G   | —         | —         | —         | —         | 1:23.55 | +3.61 | 27    | [ 6 ] |

Feminino
| Atleta          | Evento         | Descida 1 | Descida 1 | Descida 2   | Descida 2   | Total       | Total       | Total       | Ref.  |
| Atleta          | Evento         | Tempo     | Pos.      | Tempo       | Pos.        | Tempo       | Dif.        | Pos.        | Ref.  |
| --------------- | -------------- | --------- | --------- | ----------- | ----------- | ----------- | ----------- | ----------- | ----- |
| Emilia Aramburo | Slalom         | DNF       | DNF       | Não avançou | Não avançou | Não avançou | Não avançou | Não avançou | [ 7 ] |
| Emilia Aramburo | Slalom gigante | 1:07.71   | 49        | 1:08.61     | 44          | 2:16.32     | +20.63      | 42          | [ 8 ] |

### Esqui cross-country
Masculino
| Atleta                   | Evento         | Final   | Final    | Final | Ref.  |
| Atleta                   | Evento         | Tempo   | Dif.     | Pos.  | Ref.  |
| ------------------------ | -------------- | ------- | -------- | ----- | ----- |
| Yonathan Jesús Fernández | 15 km clássico | 50:36.6 | +12:41.8 | 91    | [ 9 ] |

### Esqui estilo livre
Feminino
| Atleta          | Evento     | Qualificação | Qualificação | Qualificação | Qualificação | Qualificação | Final       | Final       | Final       | Final       | Final       | Ref.   |
| Atleta          | Evento     | 1ª descida   | 2ª descida   | 3ª descida   | Total        | Pos.         | 1ª descida  | 2ª descida  | 3ª descida  | Melhor      | Pos.        | Ref.   |
| --------------- | ---------- | ------------ | ------------ | ------------ | ------------ | ------------ | ----------- | ----------- | ----------- | ----------- | ----------- | ------ |
| Dominique Ohaco | Big air    | 60.25        | 11.25        | 66.25        | 126.50       | 16           | Não avançou | Não avançou | Não avançou | Não avançou | Não avançou | [ 10 ] |
| Dominique Ohaco | Slopestyle | 17.28        | 44.85        | —            | 44.85        | 22           | Não avançou | Não avançou | Não avançou | Não avançou | Não avançou | [ 11 ] |

Legenda
| Recorde mundial      | Recorde mundial (World record)               |                       | Recorde africano                      | Recorde africano (African) |                                           | Q | Classificado por posição (Qualified) |
| Recorde olímpico     | Recorde olímpico (Olympic record)            | Recorde da América    | Recorde da América (Americas)         | q                          | Classificado por melhor tempo (Qualified) |   |                                      |
| Melhor marca do ano  | Melhor marca do ano (World leading)          | Recorde asiático      | Recorde asiático (Asian)              | DNS                        | Não largou (Did not start)                |   |                                      |
| Recorde nacional     | Recorde nacional (National record)           | Recorde europeu       | Recorde europeu (European)            | DNF                        | Não terminou (Did not finish)             |   |                                      |
| Recorde pessoal      | Recorde pessoal do atleta (Personal best)    | Recorde da Oceania    | Recorde da Oceania (Oceania)          | DSQ / DQ                   | Desclassificado (Disqualified)            |   |                                      |
| Recorde da temporada | Recorde da temporada do atleta (Season best) | Recorde sul-americano | Recorde sul-americano (South America) | NM                         | Sem marca (No mark)                       |   |                                      |